# Mangu (métro de Séoul)
Pour les articles homonymes, voir Mangu (homonymie).
Sangbong  (hangeul : 망우 ; hanja : 忘憂) est une station de correspondance, entre la ligne Gyeongui-Jungang et la ligne Gyeongchun du métro de Séoul. Elle est située au 172-3 Sangbong-dong ou au 11-10 Manguro 55 gil, dans l'arrondissement Jungnang-gu] à Séoul en Corée du Sud. 

## Situation sur le réseau

Plan du réseau du métro de Séoul (2023)

Établie en surface, Sangbong, est une station de correspondance, entre la ligne Gyeongui-Jungang et la ligne Gyeongchun du métro de Séoul : 
sur la ligne Gyeongchun, elle est située entre la station Sangbong, en direction du terminus ouest Munsan, et la station Yangwon, en direction du terminus est Jipyeong.
sur la ligne Gyeongui-Jungang, elle est située entre la station Sangbong, en direction des terminus ouest des branches Cheongnyangni ou Kwangwoon University, et la station Sinnae<, en direction du terminus ouest Jipyeong.